# Эктезис (1597)
«Эктезис, альбо короткое собрание справ, которыя ся деяли на поместном Берестейском соборе» ― произведение полемической литературы Речи Посполитой; религиозный литературный памятник 1597 года.

## История создания
Понятие эктезис (греч. ekthesis ― изложение веры) ― определение императора Гераклия. Документ запрещал упоминание об «энергиях» в споре о личности Христа. Утверждалось, что две природы Христа были объединены в единой воле (монофелитство).
В дальнейшем эктезисов издано несколько. Данный вышел после Брестской унии, когда вслед за Соборами началась религиозная полемика.
Издан на польском языке в Кракове в 1597 году. Предположительно, было издание и на западнорусском языке, но утеряно. Автор неизвестен; происходил, видимо, из той части православных, которая выступала против объединения православной церкви с католической на условиях признания главенства папы римского. Вышел вслед за трактатом Петра Скарги «Synod Brzeski i iego obrona». Оба сочинения ограничивались описанием Собора, но с разных точек зрения.

## Содержание эктезиса
Протокольная запись четырёхдневных событий, случившихся в октябре 1596 года в лагере антиуниатов. Приводится состав трёх посольств, присланных к приверженцам унии ― (киевского митрополита Михаила Рагозы и его соратников) с намерением не допустить объединения с римско-католическим костёлом. Опубликованы и объясняются ответы, с которыми послы возвращались назад. Текст заканчивается указом об отлучении митрополита и его соратников от православной церкви и снятия с них церковного сана. Под указом 42 подписи деятелей православной церкви, в том числе 12 известных лиц Великого княжества Литовского из Вильно, Бреста, Минска, Слуцка, Пинска, Супрасля, Заблудува.